# Palfner Seekogel
Der Palfner Seekogel (auch Palfnerseekogel und Palfnerseekopf) ist ein 2529 m ü. A. hoher Berg in der Ankogelgruppe der Zentralalpen im österreichischen Bundesland Salzburg.

## Lage und Umgebung
Der Palfner Seekogel befindet sich in der Gemeinde Bad Gastein und im Nationalpark Hohe Tauern. Sein Gipfel erhebt sich südöstlich des Graukogels an der Grenze zwischen den Katastralgemeinden Badgastein im Westen und Remsach im Osten. Der durch den Palfner See nordwestlich des Gipfels fließende Palfner Bach hat seinen Ursprung am Berg. Südöstlich des Palfner Seekogels liegt der Gamskarlsee, nördlich der Windschursee. Der Palfner Seekogel zählt zu den 55 Gipfeln des Gasteinertals, für deren vollständige Besteigung der Gasteiner Gipfelkranz vergeben wird, die höchste Klasse der Gasteiner Wandernadeln des Österreichischen Alpenvereins.

## Geologie
In geologischer Hinsicht ist der Palfner Seekogel Teil einer von Granitgneis und Orthogneis geprägten Zone des Tauernfensters (Penninikum). Nördlich des Gipfels erstreckt sich ein inaktiver Blockgletscher.

## Flora
Im Bereich des Palfner Sees gibt es Bestände der Rostblättrigen Alpenrose (Rhododendron ferrugineum).